# Franz Anton Haubs
Franz Anton Haubs (auch Haubst; * 23. März 1745 in Lieser; † 1826 in Trier) war ein deutscher Kirchenrechtler und Hochschullehrer.

## Leben
Haubs besuchte ab 1755 das Gymnasium in Trier. Dort absolvierte er bis 1760 die Humaniora, bevor er das anschließende Studium der Philosophie mit dem Magistergrad abschloss. Danach studierte er an der Universität Trier die Theologie und das Kirchenrecht. Am 25. März 1769 erhielt er die Priesterweihe. Er wurde Kaplan und zugleich Lehrer am Gymnasium in Trier.
Haubs wurde am 30. August 1776 durch den Kurfürsterzbischof Clemens Wenzeslaus von Sachsen zum Professor der Ethik, Metaphysik, Logik und des Naturrechts an die Universität in Trier berufen. Haubs fiel als engagierter Professor auf und erhielt daraufhin 1780 die Professur des kanonischen Rechts an der Theologischen Fakultät. 1781 wurde er außerdem Kanoniker am Simeonstift. Im Dezember 1783 ernannte ihn der Kurfürsterzbischof neben seinem Lehramt zum Mitglied des Generalvikariats sowie zum Fiskal des Erzbistums Trier. 1784 wurde ihm anstelle seiner bisherigen Professur die Professur der Kirchengeschichte an der Theologischen Fakultät und die Professur des Kirchenrechts an der Juristischen Fakultät übertragen. Am 18. September 1788 wurde er zum Doktor der Theologie promoviert.
Haubs wurde 1788 neben seinen bisherigen Aufgaben mit dem Syndikat des Klerus bei den Landstände des Kurfürstentums Trier betraut. Daneben war er Synodalexaminator und Mitglied des geistlichen Justizsenates. Aufgrund der hohen Arbeitslast, die die Vielzahl an übertragenen Ämtern mit sich brachte, wurde er nach einiger Zeit von seinem Lehramt entbunden.
Haubs wirkte nach der Säkularisation und mindestens bis 1822 als Seelsorger in Minheim.

## Werke (Auswahl)
- De institutione ecclesiae christianae ejusque propagatione et fine.
- Utrum ecclesia in factis dogmaticis non revelatis infallibilis sit, discussio instituta occasione trium famosarum capitularum concilii generalis chalcedonensis.
- Themata ex historia ecclesiastica dogmatum, politiae, et disciplinae ecclesiastica, Eschermann, Trier 1787.
- Systema primaevum de potestate episcopali: eiusque applicatio ad episcopalia quaedam iura in specie, punctationibus I. II. et IV. congressus Emsani exposita, Eschermann, Trier 1790.